# NGC 4230
NGC 4230 في الفهرس العام الجديد، هو عنقود نجمي، يقع في كوكبة قنطورس. اكتشف في 5 أبريل 1837 . بواسطة جون هيرشل .

## روابط خارجية
- NGC 4230 على موقع ويكي سكاي: DSS2, SDSS, GALEX, IRAS, Hydrogen α, X-Ray, Astrophoto, Sky Map, Articles and images